# Удрас, Дмитрий Александрович
Дми́трий Алекса́ндрович У́драс (род. 28 января 1971 года, Свердловск, РСФСР, СССР) — российский предприниматель и политический деятель, генеральный директор Промышленного Союза «Новое Содружество», член Федерального Совета Всероссийской политической партии «Партия Дела».

## Биография
Родился 28 января 1971 года в Свердловске. В 1994 окончил факультет молекулярной и химической физики Московского физико-технического института.
В 1992 году был соучредителем ЗАО «Производственное Объединение Содружество». С 2005 года – генеральный директор Промышленного Союза «Новое Содружество», объединяющем 20 предприятий, расположенных в Ростовской области, Москве, Казахстане, Украине, Канаде и США. Ключевыми активами холдинга являются Ростсельмаш, Эмпилс и Buhler Industries (TSX: BUI Архивная копия от 29 мая 2012 на Wayback Machine). Основными акционерами «Нового Содружества» являются три его основателя и управляющих партнёра — К. А. Бабкин, Д. А. Удрас и Ю. В. Рязанов.
Совместно с Константином Бабкиным и  Юрием Рязановым вывел из состояния кризиса 1990-х годов заводы Эмпилс (1998) и Ростсельмаш (2000).

...Возьмите «Ростсельмаш», который в советскую эпоху был неуклюжим производителем сельхозтехники. Преодолев кризис в 1990-е годы, сейчас «Ростсельмаш» переживает настоящий ренессанс, наладив продажи своей продукции в 35 странах и открыл в прошлом году представительство в Германии.
— Из статьи «We move to Russia in our series on Europe's second-tier cities» британского еженедельного журнала «The Economist», 8.11.2018. 
(Цит. по материалу Информационного агентства «Дон24», 15.11.2018.)
Занимается вопросами оперативного управления деятельностью предприятий «Нового Содружества», участвует в разработке и реализации его инвестиционных планов.
С 2010 года – член Федерального Совета Всероссийской политической партии «Партия Дела».
Член Попечительского совета женского гандбольного клуба "Ростов-Дон", меценат.
Женат, трое детей.

## Статьи
- Удрас Дмитрий. Отчего в России производить трудно... // Интернет-портал "Южный Федеральный", 20.02.2013

## Интервью
- Башкатова Анастасия, Наумов Игорь. Отечественной промышленности нездоровится. (С экспертной оценкой Дмитрия Удраса) // Независимая газета, 22.02.2013
- «Мы бьёмся за рынок и свою долю»: Интервью с Дмитрием Удрасом // Деловой Ростов. ("Город N: газета бизнес-класса"), 24.05.2016
- Кононова Любовь. «2017 год для нас рекордный»: Интервью с Дмитрием Удрасом // Деловой Ростов. ("Город N: газета бизнес-класса"), 22.05.2018